# Cultura di Valdivia
La Cultura di Valdivia è una delle più antiche culture locali attestata nel continente americano; si sviluppò tra il 3500 e il 1800 a. C. nella costa occidentale dell'Ecuador. Stanziamenti della Cultura di Valdivia furono ritrovati nella Penisola di Santa Elena, nell'estuario del fiume Guayas nella zona corrispondente alle attuali province ecuadoriane di Los Ríos, Manabí e L'Oro.

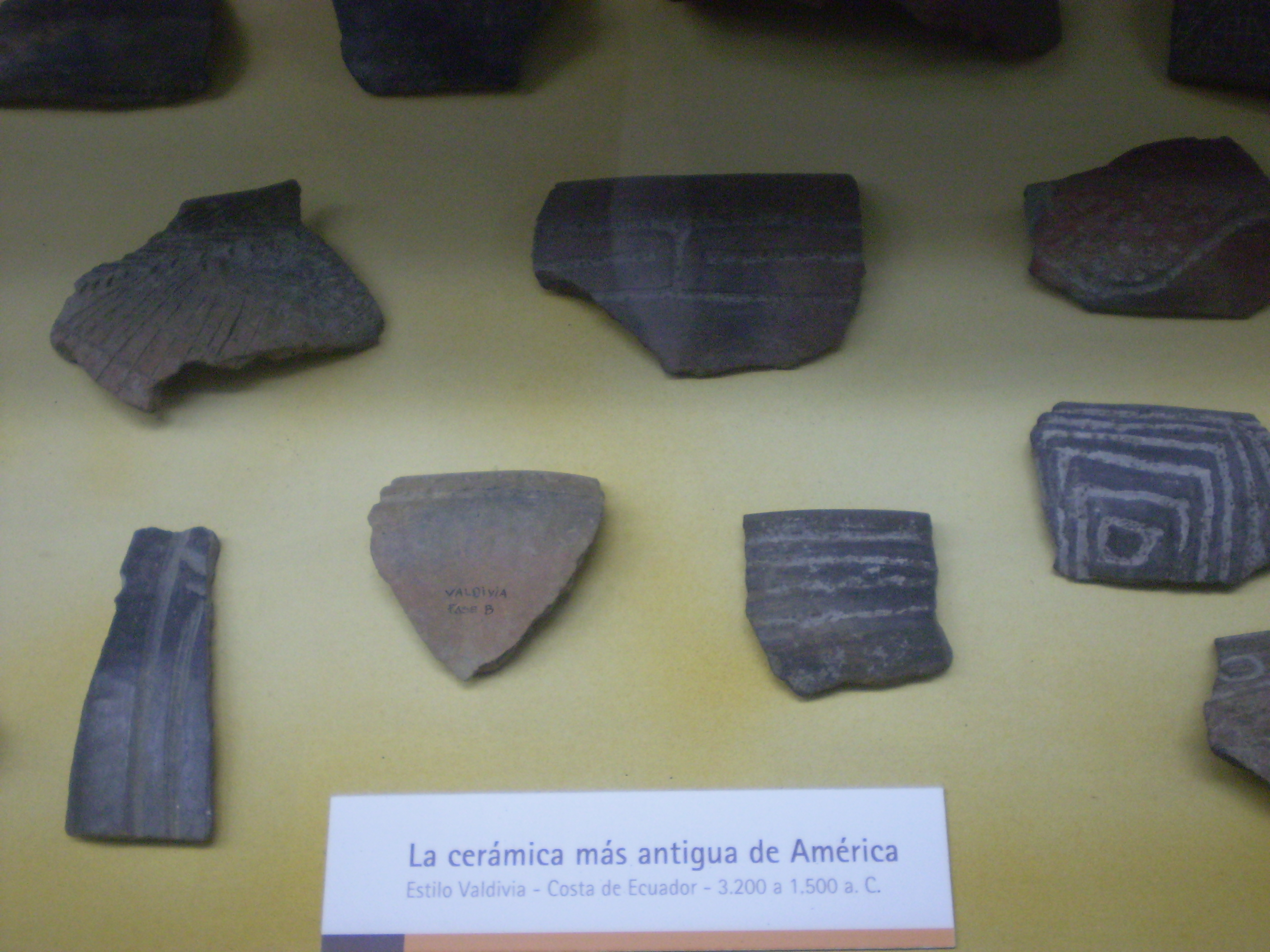
La ceramica valdiviana è la più antica ritrovata in America. In foto, ceramica valdiviana nel Museo de La Plata (Argentina).

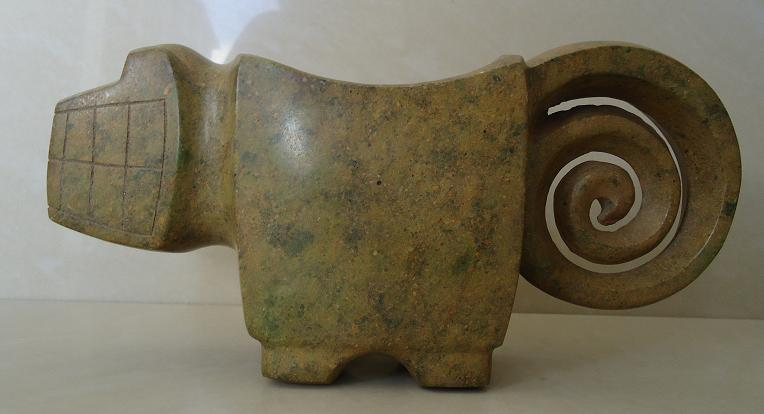
Mortaio a forma di giaguaro, Cultura di Valdivia, Costa Sud (4000 / 1500 A.C.)

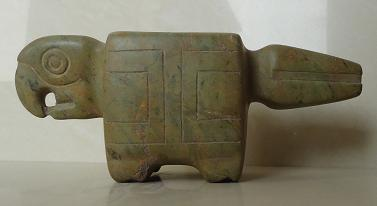
Mortaio a forma di pappagallo, Cultura di Valdivia, Costa Sud (4000 / 1500 A.C.)

## Cultura
I primi resti della cultura di Valdivia furono scoperti nel 1956 nella costa orientale dell'Ecuador dall'archeologo Emilio Estrada, che dedicò gran parte del suo lavoro alla cultura di Valdivia. Gli archeologi americani Clifford Evans e Betty Meggers si unirono a lui agli inizi degli anni sessanta.
I Valdiviani vivevano in comunità che si sviluppavano circolarmente attorno a una plaza. Si suppone che si trattasse di una cultura relativamente egualitaria formata da popolazioni sedentarie in gran parte dedite alla pesca e occasionalmente, all'agricoltura. I ritrovamenti archeologici testimoniano che i Valdiviani coltivavano mais, fagioli, cucurbita e cotone. Quest'ultimo veniva lavorato per ricavarne tessuti.
La ceramica valdiviana, datata attorno al 2700 a.C., dopo una fase iniziale divenne estremamente elaborata. Venivano generalmente usati i colori rosso e grigio. Sia nella ceramica che nella fabbricazione di statue si evidenzia una evoluzione tecnica notevole.
Note opere valdiviane sono le cosiddetta "Veneri" di Valdivia, statuette femminile di ceramica; ogni Venere è unica, caratterizzata da differente pettinatura.
Una notevole collezione di reperti valdiviani è collocata nella Universidad de Especialidades Espíritu Santo (UEES) di Guayaquil, Ecuador.